# Friedrich Weller
Friedrich Weller (3. listopadu 1880 – 8. května 1945 Vrchlabí) byl československý politik německé národnosti a meziválečný senátor Národního shromáždění za Sudetoněmeckou stranu (SdP).

## Biografie
V parlamentních volbách v roce 1935 získal za Sudetoněmeckou stranu senátorské křeslo v Národním shromáždění. V senátu setrval do října 1938, kdy jeho mandát zanikl v důsledku změn hranic Československa.
Profesí byl dle údajů k roku 1935 textilním odborným učitelem v Liberci.
Spáchal sebevraždu 8. května 1945 v zajateckém táboře ve Vrchlabí.